# Fritz Däbritz
Fritz Däbritz, Pseudonym Jörg Peter, (* 20. September 1919 in Reichstädt; † 27. Mai 1985 in Dresden) war ein deutscher Theaterwissenschaftler.

## Leben
Däbritz wuchs im Osterzgebirge auf und schloss das Studium als Diplom-Theaterwissenschaftler ab. Nach dem Zweiten Weltkrieg war er aktiv am Aufbau des kulturellen Lebens beteiligt. Er war unter anderem 1946 einer der beiden Leiter der Ausstellung „Heimat + Arbeit“ in Dippoldiswalde. Er wurde Leiter der Abteilung Kultur beim Rat des Bezirkes Dresden. Im Rahmen der Vorbereitung der 750-Jahr-Feier von Dresden 1956 verfasste er gemeinsam mit Joachim Liebscher ein historisches Festspiel mit dem Titel Festspiel der Volkskunst, in dem Volkskunstgruppen aus Dresden einen historischen Abriss der Stadtgeschichte darbieten sollten. Aufgrund des schlechten Wetters am 9. Juni 1956 konnte das Stück, bei dem Däbritz und Liebscher auch Regie führten, nicht aufgeführt werden, denn dies sollte im Freien zwischen Italienischem Dörfchen und der damaligen Dimitroffbrücke erfolgen.
Fritz Däbritz leitete ab 1960 das Staatliche Puppentheater Dresden. Er legte viel Wert auf gute Regie, qualitätsvolle Ausstattung und pädagogische Konzepte, experimentierte in dieser Zeit mit neuen Spieltechniken und erzielte damit auch internationale Erfolge. In dieser Zeit war er auch als Dozent tätig.
Im Alter von 62 Jahren promovierte er 1981 an der Universität Leipzig zum Dr. phil. Das Thema seiner Dissertation A lautete: Untersuchungen zur Spezifik der ästhetisch-künstlerischen Aneignung der Realität durch Puppenspiel.
Däbritz verstarb 1985 in Dresden und wurde auf dem Trinitatisfriedhof beigesetzt.

## Werke (Auswahl)
- Von den Gezeiten des Lebens. Gedichte, 1944.
- Das Seepferdchen, 1981.
- Untersuchungen zur Spezifik der ästhetisch-künstlerischen Aneignung der Realität durch Puppenspiel, 1981.

## Filmografie
- 1961: Septemberliebe (Darsteller)